# Palacio municipal de deportes Vista Alegre (Córdoba)
El Palacio Municipal de Deportes Vista Alegre es un recinto deportivo de la ciudad Córdoba (España), situado en la plaza de Vista Alegre. Fue inaugurado el 15 de mayo de 1993, bajo la alcaldía de Herminio Trigo, sustituyendo al antiguo Polideportivo de la Juventud en el Sector Sur. El proyecto corrió a cargo de los arquitectos José María García y José Eugenio González y tuvo un coste para las arcas municipales de 1.300 millones de pesetas.
Mantiene una capacidad de 3.500 espectadores, donde se celebran todo tipo de acontecimientos tanto deportivos como culturales por ser el recinto cerrado más grande de la ciudad. Tiene una pista polideportiva donde se celebran todo tipo de competiciones de deportes tales como baloncesto, balonmano, fútbol sala, voleibol, entre otros muchos. Además, cuenta con piscina, pista de fútbol 7, pista de squash, rocódromo, gimnasio, sala de musculación y sauna. También es ampliamente utilizado para la celebración de todo tipo de fiestas o conciertos de música.
Fue sede del primer Campeonato de Europa de Fútbol Sala en 1996. En 2008 se realizaron una serie de obras de remodelación para su modernización que alcanzaron los 423.000 euros.